# Les Sœurs Parker trouvent une piste
Les Sœurs Parker trouvent une piste (titre original : By the Light of the Study Lamp) est le premier roman de la série Une enquête des sœurs Parker (The Dana Girls en VO) écrit par Caroline Quine (Carolyn Keene en VO), alias Leslie McFarlane. Le roman a été publié pour la première fois en 1934 aux États-Unis par Grosset & Dunlap, New York. 
En France, le roman a été édité pour la première fois en 1966 chez Hachette dans la collection Bibliothèque verte. L'épisode suivant est Les Sœurs Parker et les ravisseurs.

## Résumé
C’est la rentrée des classes pour Ann et Liz Parker, élèves en 1re au Collège de Starhust. Pour l’occasion, leur oncle Dick leur fait cadeau d’une très belle lampe ancienne pour leur bureau d'étude. Mais la lampe est convoitée par plusieurs personnes ; elle est même volée. Pour quelle raison ? La lampe aurait-elle un lien avec la famille de l'élève Evelyn Starr, à qui a autrefois appartenu le collège ? C’est ce que vont tenter de découvrir Ann et Liz.

## Début de l’intrigue
De retour des vacances d’été, les sœurs Ann et Liz Parker reçoivent une lettre de leur oncle Dick, capitaine du transatlantique « Balaska ». Lui et sa sœur Harriet ont élevé les deux sœurs à la mort de leurs parents. Dans sa lettre, l’oncle Dick annonce son retour de croisière pour le lendemain et leur écrit qu’il leur a envoyé un cadeau qui devrait être livré sous peu. Et de fait, le jour même, un livreur apporte une très belle lampe de bureau  ancienne. Ann et Liz n’ont pas le temps de l’admirer car du premier étage de la maison leur parvient un fracas retentissant. C’est Cora, la bonne, femme maladroite au possible, qui vient de briser un miroir. Après s’être assurées que Cora n’est pas blessée, Ann et Liz retournent à la cuisine où elles ont laissé la lampe. Mais l’objet a disparu - volé ! À cet instant, le bruit d’un moteur de voiture qui démarre se fait entendre devant la maison. Les deux sœurs ont tout juste le temps de bondir dans leur propre voiture ; elles prennent en chasse le voleur. Hélas ! elles perdent de vue la voiture noire dans l’artère commerciale très chargée de Rockville. Elles décident néanmoins de scruter toutes les voitures qui stationnent le long des trottoirs. Leur persévérance finit par payer : la voiture qu’elles poursuivaient est garée devant la boutique d’un brocanteur, dont l'enseigne indique : « Joe Garrett ». Le propriétaire, homme rude et brutal, nie toute implication dans le vol de la lampe. Ann et Liz ne le croient pas, mais, n'ayant aucune preuve contre Joe Garrett, elles ne peuvent rien. En sortant de la boutique, les deux jeunes filles entr’aperçoivent un visage de femme désagréable qui les observe à la dérobée.
Sur le chemin du retour, un piéton conduisant un chien en laisse, arrête le véhicule des sœurs Parker pour demander le chemin de la maison du commandant Parker. Très surprises, Ann et Liz n’ont pas le temps de lui répondre car au même moment, un camion arrive à toute allure dans le virage et percute le petit chien : l’animal est projeté dans les airs et échoue dans les chutes d’eau en contrebas de la chaussée. Son maître se précipite à son aide mais, ignorant qu’à cet endroit la berge s’arrête abruptement, il dégringole à son tour dans les eaux tumultueuses. Sa tête heurte un rocher et il perd connaissance. Liz se jette à l’eau pour le sauver : elle se ceint d’une corde que Anne maintient fermement depuis la rive. Liz parvient à sauver le malheureux inconnu, et Ann sauve le petit chien. Les jeunes filles emmènent chez elles l’homme toujours inconscient, et font venir un médecin. Celui-ci déclare qu'il se rétablira très vite.
L’oncle Dick rentre le soir même et est fort surpris de constater que l’homme hébergé chez lui n’est pas un inconnu pour lui : c'est Franklin Starr, qu’il connaît bien pour avoir souvent voyagé à bord du « Balaska ». Franklin reprend conscience et explique qu'il était venu pour tenir sa promesse d’offrir un chien au commandant Parker. Ne souhaitant pas abuser de l’hospitalité des Parker, Franklin rentre chez lui.
Quelques jours plus tard a lieu la rentrée des classes. Ann et Liz regagnent le collège de jeunes filles de Starhust, à Penfield, où elles sont pensionnaires et élèves en première. Dans le train qui les emporte à Penfield, les deux jeunes filles remarquent la femme brièvement aperçue dans la boutique du brocanteur Joe Garrett. C’est Flora Rodriguez, et présentement elle joue le rôle de diseuse de bonne aventure auprès des passagers du train. Elle s’acharne plus particulièrement sur une vieille dame, Madame Grant. Flora et Madame Grant descendent toutes deux à Penfield, tout comme les sœurs Parker. 
Au collège de Starhurst, Ann et Liz retrouvent leurs amies ainsi que l’odieuse Letty Barclay, une riche élève. Elles y retrouvent également la timide et réservée Evelyn Starr, qu’elles connaissent très peu. Tout le monde à Starhurst sait que le domaine et les bâtiments du collège ont appartenu à la famille d’Evelyn. Sa famille avait dû vendre par suite de problèmes financiers. Ses parents étaient, depuis, décédés. Evelyn confie aux sœurs Parker que ses soucis d’argent sont loin d’êtres finis et qu’elle ne peut plus payer les cours à Starhurst. « Ah! soupire-t-elle, si seulement les bijoux de ma famille, dérobés à la mort de mes parents, étaient retrouvés, mon frère et moi serions à l'abri du besoin. » Ann et Liz offrent d'aider financièrement la jeune fille, mais, trop fière, elle refuse poliment leur aide. Les sœurs Parker apprennent également que Franklin Starr, l’ami de l’oncle Dick qu’elles avaient sauvé de la noyade, n'est autre que le frère d’Evelyn ! Evelyn leur confie qu'elle est inquiète car elle est sans nouvelles de Franklin depuis plusieurs jours. 
Ann et liz se mettent en quête d’une nouvelle lampe pour leur bureau au collège. En ville, elles trouvent chez un brocanteur le sosie de leur lampe volée. Elles l’achètent aussitôt. Peu après, le brocanteur leur demande de restituer la lampe, alléguant que le propriétaire l’avait vendue par erreur et souhaitait la récupérer. Ann et liz refusent et demandent au brocanteur de leur décrire le propriétaire ; elles reconnaissent immédiatement Flora Rodriguez. 
Ann et Liz retrouvent Madame Grant, la voyageuse du train. La vieille dame leur apprend que sa bague a été volée à bord du train et qu’elle soupçonne Flora Rodriguez du vol. Les jeunes filles offrent de l’aider à retrouver le bijou. De son côté, Madame Grant engage un détective privé. Entretemps, à Starhust, Madame Randall, la directrice, a engagé une équipe de plombiers qui travaille tous les jours à la rénovation de la plomberie du collège. Parmi les ouvriers, les sœurs Parker remarquent un homme qui se livre à un curieux manège : il sonde murs et plancher et semble très intéressé par la nouvelle lampe de leur bureau. Et voici que réapparaît Joe Garrett, le brocanteur de Rockville. Que vient-il faire à Penfield ? Ann et liz sont sur leurs gardes...

## Les personnages
- Liz, la sœur aîné de Ann parker : une brune de 17 ans, mature.
- Ann Parker, sœur cadette de Liz : une blonde de 16 ans un peu plus extravagante que sa sœur.
- Letty Barclay, une élève perfide de Starhust.
- L’oncle Dick, oncle des sœurs Parker et capitaine du transatlantique « Balaska ».
- Cora, dite Coco, la servante stupide des Parker.
- Harrow, le domestique bègue des Parker.
- Evelyn Starr, élève au collège de Starhust.
- Franklin Starr, le frère aîné d’Evelyn Starr.
- Doris Harland, élève au collège de Starhust et amie des sœurs Parker.
- Joe Garrett, brocanteur.
- Flora Rodriguez.

## Les différentes éditions françaises
- 1966 : Hachette, Bibliothèque verte (français, version originale). Illustré par Philippe Daure. Texte français de Suzanne Pairault. 248 p.
- 1983 : Hachette, Bibliothèque verte (français, version abrégée). Illustré par Philippe Daure. Texte français de Suzanne Pairault.

## Sources
Ouvrages
- Armelle Leroy, Le Club des Cinq, Fantômette, Oui-Oui et les autres : Les grandes séries des Bibliothèques Rose et Verte, Paris, Hors Collection, 2005, 110 p. (ISBN 2-258-06753-7)
- André-François Ruaud et Xavier Mauméjean, Le Dico des héros, Éditions Les Moutons électriques / Bibliothèque rouge, janvier 2009.

site internet
- Site sur les œuvres de Caroline Quine